# Stenodynerus gusenleitneri
Stenodynerus gusenleitneri är en stekelart som beskrevs av Giordani Soika 1986. Stenodynerus gusenleitneri ingår i släktet smalgetingar, och familjen Eumenidae. Inga underarter finns listade i Catalogue of Life.